# Nashville (televisieserie)
Nashville is een Amerikaanse muzikale dramaserie gemaakt door Oscarwinnares Callie Khouri en geproduceerd door R.J. Cutler, Khouri, Dee Johnson, Steve Buchanan en Connie Britton. De hoofdrol wordt gespeeld door Connie Britton als Rayna James, een legendarische countryzangeres van wie de bekendheid begint te verdwijnen, en Hayden Panettiere als aanstormend countryzangeres Juliette Barnes. De serie ging op 10 oktober 2012 in première op ABC. Er keken 8,93 miljoen kijkers naar de première van de serie.
Critici waren dikwijls lovend over de première. Het werk van de maker Khouri en de acteerprestatie van Connie Britton werden positief onthaald.

## Verhaal
De serie draait om Rayna James (Connie Britton). Rayna James is een countrylegende en heeft een carrière die de meeste artiesten zouden benijden. Maar toch. De laatste tijd begint haar populariteit te tanen. Er zijn nog steeds genoeg fans die haar handtekening willen, maar de concertzalen zitten niet meer bomvol zoals in de hoogdagen van haar carrière.
Haar platenmaatschappij komt met een idee om haar populariteit weer op te krikken. Ze organiseren een concerttournee, waarbij ze het podium moet delen met de jonge en sexy belofte Juliette Barnes (Hayden Panettiere). Maar de sluwe Juliette wil natuurlijk alle aandacht naar haar toe trekken. Rayna heeft dan ook weinig zin om met deze respectloze, kleine feeks samen een podium te delen, waardoor er een ware populariteitsstrijd ontstaat. Maar misschien heeft Rayna een geheime troef in handen, wanneer de nog onbekende songschrijfster Scarlett O'Connor haar helpt om haar carrière nieuw leven in te blazen.

## Personages

### Vaste personages en spelers
- Connie Britton als Rayna James, een 40-jarige countryzangeres waarvan haar bekendheid begint te verdwijnen.
- Hayden Panettiere als Juliette Barnes, een voormalig tienerster die de plek van Rayna als bekendste countryzangeres wil innemen.
- Clare Bowen als Scarlett O'Connor,  Ze is ook het nichtje van Deacon.
- Eric Close als Teddy Conrad, de echtgenoot van Rayna die nu leeft op het salaris van Rayna. Hij besluit om zich op te geven als nieuwe burgemeester van Nashville.
- Charles Esten als Deacon Clayborne, songwriter, leadgitarist en voormalig minnaar van Rayna.
- Jonathan Jackson als Avery Barkley, een ambitieuze muzikant. Zijn grote liefde is Juliette.
- Sam Palladio als Gunnar Scott, een goedhartig en ambitieuze muzikant die een oogje heeft op Scarlett.
- Powers Boothe als Lamar Wyatt, vader van Rayna, die niet accepteert dat haar muziekcarrière vervaagt. Hij is ook politicus en is erg rijk.
- Chris Carmack als Will Lexington, komt naar Nashville om zijn geluk te beproeven in de countrymuziek. Hij houdt er een groot geheim op na.

### Dikwijls terugkerende personages en spelers
- Judith Hoag als Tandy Hampton
- Kimberly Williams-Paisley als Peggy Kenter
- Burgess Jenkins als Randy Roberts
- J. D. Souther als Watty White
- Sylvia Jefferies als Jolene Barnes
- Ed Amatrudo als Glenn Goodman
- Lennon Stella als Maddie Conrad
- Maisy Stella als Daphne Conrad
- Michiel Huisman als Liam McGuinnis
- Ilse DeLange als coach van talentenjacht

## Afleveringen
| 4                              | 22                                             | 23 september 2015 – 25 mei 2016     | \|} Productie Televisiezender ABC kocht het scenario van Callie Khouri in oktober 2011. Daarna werd er een proefaflevering besteld op 27 januari 2012. De aflevering werd gefilmd in maart 2012. De Brit Sam Palladio werd op 14 februari 2012 de eerste vaste acteur in de serie. Australische actrice Clare Bowen volgde op 17 februari 2012. Op 22 februari sloot Jonathan Jackson zich bij de acteurs aan. Een dag later volgde acteur Powers Boothe . Op 29 februari werd bekend dat Hayden Panettiere een van de belangrijkste rol op zich zou nemen: Juliette Barnes. Op 5 maart sloot Charles Esten zich aan bij de rolbezetting. Op 6 maart werd medegedeeld dat Connie Britton de hoofdrol, Rayna James zou gaan spelen. De serie werd goedgekeurd door ABC op 11 mei 2012. De serie ging in première op 10 oktober als onderdeel van het 2012-2013 tv-seizoen. Op 13 mei 2016 besloot de televisiezender ABC te stoppen met Nashville in verband met tegenvallende kijkcijfers. Na verschillende smeekbedes van fans om de serie toch door te zetten, maakte de Amerikaanse zender CMT op 10 juni 2016 wereldkundig dat het een vijfde seizoen zou gaan produceren. Muziek Op 2 oktober 2012 werd er bekendgemaakt dat alle originele liedjes en covers die in de serie worden gebruikt ook worden uitgegeven. Enkele origineel liedjes zullen worden geschreven door John Paul White van The Civil Wars, Hillary Lindsey, en Elvis Costello . Lijst van liedjes in Nashville Titel Geschreven door Gezongen door Aflevering Single Album Bron Back Home Kyle Jacobs, Lee Brice, & Joy Williams Deacon Clayborne 01 1 . "Pilot" Ja n.n.b. [ 2 ] It's My Life Bob Dipiero & Sarah Buxton Rayna James 01 1 . "Pilot" Nee n.n.b. [ 2 ] Boys and Buses Shane McAnally, Brandy Clark, & Josh Osborne Juliette Barnes 01 1 . "Pilot" Nee n.n.b. [ 2 ] If I Didn't Know Better John Paul White & Arum Rae Scarlett O'Connor & Gunnar Scott 01 1 . "Pilot" Ja n.n.b. [ 2 ] Already Gone Kyle Jacobs, Ben Glover & Joy Williams Rayna James 01 1 . "Pilot" Nee n.n.b. [ 2 ] Love Like Mine Kelly Archer, Justin Weaver & Emily Shackelton Juliette Barnes 01 1 . "Pilot" Ja n.n.b. [ 2 ] I'll Be There (If You Want Me) Ray Price & Rusty Gabbard Gunnar Scott 02 2 . "I Can't Help It (If I'm Still in Love With You)" Nee n.n.b. [ 2 ] No One Will Ever Love You Steve Mcwean & John Paul White Rayna James & Deacon Claybourne 02 2 . "I Can't Help It (If I'm Still in Love With You)" Ja n.n.b. [ 2 ] Undermine Trent Dabbs & Kacey Musgraves Juliette Barnes & Deacon Claybourne 02 2 . "I Can't Help It (If I'm Still in Love With You)" Ja n.n.b. [ 2 ] Matchbox Blues Blind Lemon Jefferson Deacon Claybourne 02 2 . "I Can't Help It (If I'm Still in Love With You)" Nee n.n.b. [ 2 ] Twist of Barbwire Elvis Costello Avery Barkley 02 2 . "I Can't Help It (If I'm Still in Love With You)" Ja n.n.b. [ 2 ] Telescope Hillary Lindsey & Cary Barlowe Juliette Barnes 02 2 . "I Can't Help It (If I'm Still in Love With You)" Ja n.n.b. [ 2 ] Fade Into You Trevor Rosen, Shane McAnally, & Matt Jenkins Scarlett O'Connor & Gunnar Scott 03 3 . "Someday You'll Call My Name" Ja n.n.b. [ 2 ] I Will Fall Tyler James & Kate York Scarlett O'Connor & Gunnar Scott 03 3 . "Someday You'll Call My Name" Nee n.n.b. [ 2 ] Changing Ground Gillian Welch Rayna James 04 4 . "We Live In Two Different Worlds" Nee n.n.b. [ 2 ] Buried Under Chris DeStefano & Natalie Hemby Rayna James 05 5 . "Move It on Over" Ja n.n.b. [ 2 ] Yellin' from the Rooftop Busbee & Sarah Buxton Juliette Barnes 05 5 . "Move It on Over" Ja n.n.b. [ 2 ] Kiss Sean McConnell Avery Barkley 06 6 . "You're Gonna Change (Or I'm Gonna Leave)" Ja n.n.b. [ 2 ] Bronnen ↑ http://www.metacritic.com/tv/nashville-2012 1 2 3 4 5 6 7 8 9 10 11 12 13 14 15 16 17 18 Nashville - Music Lounge . ABC Music Lounge . American Broadcasting Company, Inc.. Geraadpleegd op October 22, 2012. |        |        |       |
| Titel                          | Geschreven door                                | Gezongen door                       | Aflevering | Single | Album  | Bron  |
| Back Home                      | Kyle Jacobs, Lee Brice, & Joy Williams         | Deacon Clayborne                    | 1. "Pilot" | Ja     | n.n.b. | [ 2 ] |
| It's My Life                   | Bob Dipiero & Sarah Buxton                     | Rayna James                         | 1. "Pilot" | Nee    | n.n.b. | [ 2 ] |
| Boys and Buses                 | Shane McAnally, Brandy Clark, & Josh Osborne   | Juliette Barnes                     | 1. "Pilot" | Nee    | n.n.b. | [ 2 ] |
| If I Didn't Know Better        | John Paul White & Arum Rae                     | Scarlett O'Connor & Gunnar Scott    | 1. "Pilot" | Ja     | n.n.b. | [ 2 ] |
| Already Gone                   | Kyle Jacobs, Ben Glover & Joy Williams         | Rayna James                         | 1. "Pilot" | Nee    | n.n.b. | [ 2 ] |
| Love Like Mine                 | Kelly Archer, Justin Weaver & Emily Shackelton | Juliette Barnes                     | 1. "Pilot" | Ja     | n.n.b. | [ 2 ] |
| I'll Be There (If You Want Me) | Ray Price & Rusty Gabbard                      | Gunnar Scott                        | 2. "I Can't Help It (If I'm Still in Love With You)" | Nee    | n.n.b. | [ 2 ] |
| No One Will Ever Love You      | Steve Mcwean & John Paul White                 | Rayna James & Deacon Claybourne     | 2. "I Can't Help It (If I'm Still in Love With You)" | Ja     | n.n.b. | [ 2 ] |
| Undermine                      | Trent Dabbs & Kacey Musgraves                  | Juliette Barnes & Deacon Claybourne | 2. "I Can't Help It (If I'm Still in Love With You)" | Ja     | n.n.b. | [ 2 ] |
| Matchbox Blues                 | Blind Lemon Jefferson                          | Deacon Claybourne                   | 2. "I Can't Help It (If I'm Still in Love With You)" | Nee    | n.n.b. | [ 2 ] |
| Twist of Barbwire              | Elvis Costello                                 | Avery Barkley                       | 2. "I Can't Help It (If I'm Still in Love With You)" | Ja     | n.n.b. | [ 2 ] |
| Telescope                      | Hillary Lindsey & Cary Barlowe                 | Juliette Barnes                     | 2. "I Can't Help It (If I'm Still in Love With You)" | Ja     | n.n.b. | [ 2 ] |
| Fade Into You                  | Trevor Rosen, Shane McAnally, & Matt Jenkins   | Scarlett O'Connor & Gunnar Scott    | 3. "Someday You'll Call My Name" | Ja     | n.n.b. | [ 2 ] |
| I Will Fall                    | Tyler James & Kate York                        | Scarlett O'Connor & Gunnar Scott    | 3. "Someday You'll Call My Name" | Nee    | n.n.b. | [ 2 ] |
| Changing Ground                | Gillian Welch                                  | Rayna James                         | 4. "We Live In Two Different Worlds" | Nee    | n.n.b. | [ 2 ] |
| Buried Under                   | Chris DeStefano & Natalie Hemby                | Rayna James                         | 5. "Move It on Over" | Ja     | n.n.b. | [ 2 ] |
| Yellin' from the Rooftop       | Busbee & Sarah Buxton                          | Juliette Barnes                     | 5. "Move It on Over" | Ja     | n.n.b. | [ 2 ] |
| Kiss                           | Sean McConnell                                 | Avery Barkley                       | 6. "You're Gonna Change (Or I'm Gonna Leave)" | Ja     | n.n.b. | [ 2 ] |

| Titel                          | Geschreven door                                | Gezongen door                       | Aflevering                                           | Single | Album  | Bron  |
| ------------------------------ | ---------------------------------------------- | ----------------------------------- | ---------------------------------------------------- | ------ | ------ | ----- |
| Back Home                      | Kyle Jacobs, Lee Brice, & Joy Williams         | Deacon Clayborne                    | 1. "Pilot"                                           | Ja     | n.n.b. | [ 2 ] |
| It's My Life                   | Bob Dipiero & Sarah Buxton                     | Rayna James                         | 1. "Pilot"                                           | Nee    | n.n.b. | [ 2 ] |
| Boys and Buses                 | Shane McAnally, Brandy Clark, & Josh Osborne   | Juliette Barnes                     | 1. "Pilot"                                           | Nee    | n.n.b. | [ 2 ] |
| If I Didn't Know Better        | John Paul White & Arum Rae                     | Scarlett O'Connor & Gunnar Scott    | 1. "Pilot"                                           | Ja     | n.n.b. | [ 2 ] |
| Already Gone                   | Kyle Jacobs, Ben Glover & Joy Williams         | Rayna James                         | 1. "Pilot"                                           | Nee    | n.n.b. | [ 2 ] |
| Love Like Mine                 | Kelly Archer, Justin Weaver & Emily Shackelton | Juliette Barnes                     | 1. "Pilot"                                           | Ja     | n.n.b. | [ 2 ] |
| I'll Be There (If You Want Me) | Ray Price & Rusty Gabbard                      | Gunnar Scott                        | 2. "I Can't Help It (If I'm Still in Love With You)" | Nee    | n.n.b. | [ 2 ] |
| No One Will Ever Love You      | Steve Mcwean & John Paul White                 | Rayna James & Deacon Claybourne     | 2. "I Can't Help It (If I'm Still in Love With You)" | Ja     | n.n.b. | [ 2 ] |
| Undermine                      | Trent Dabbs & Kacey Musgraves                  | Juliette Barnes & Deacon Claybourne | 2. "I Can't Help It (If I'm Still in Love With You)" | Ja     | n.n.b. | [ 2 ] |
| Matchbox Blues                 | Blind Lemon Jefferson                          | Deacon Claybourne                   | 2. "I Can't Help It (If I'm Still in Love With You)" | Nee    | n.n.b. | [ 2 ] |
| Twist of Barbwire              | Elvis Costello                                 | Avery Barkley                       | 2. "I Can't Help It (If I'm Still in Love With You)" | Ja     | n.n.b. | [ 2 ] |
| Telescope                      | Hillary Lindsey & Cary Barlowe                 | Juliette Barnes                     | 2. "I Can't Help It (If I'm Still in Love With You)" | Ja     | n.n.b. | [ 2 ] |
| Fade Into You                  | Trevor Rosen, Shane McAnally, & Matt Jenkins   | Scarlett O'Connor & Gunnar Scott    | 3. "Someday You'll Call My Name"                     | Ja     | n.n.b. | [ 2 ] |
| I Will Fall                    | Tyler James & Kate York                        | Scarlett O'Connor & Gunnar Scott    | 3. "Someday You'll Call My Name"                     | Nee    | n.n.b. | [ 2 ] |
| Changing Ground                | Gillian Welch                                  | Rayna James                         | 4. "We Live In Two Different Worlds"                 | Nee    | n.n.b. | [ 2 ] |
| Buried Under                   | Chris DeStefano & Natalie Hemby                | Rayna James                         | 5. "Move It on Over"                                 | Ja     | n.n.b. | [ 2 ] |
| Yellin' from the Rooftop       | Busbee & Sarah Buxton                          | Juliette Barnes                     | 5. "Move It on Over"                                 | Ja     | n.n.b. | [ 2 ] |
| Kiss                           | Sean McConnell                                 | Avery Barkley                       | 6. "You're Gonna Change (Or I'm Gonna Leave)"        | Ja     | n.n.b. | [ 2 ] |

| 4                              | 22                                             | 23 september 2015 – 25 mei 2016     | \|} Productie Televisiezender ABC kocht het scenario van Callie Khouri in oktober 2011. Daarna werd er een proefaflevering besteld op 27 januari 2012. De aflevering werd gefilmd in maart 2012. De Brit Sam Palladio werd op 14 februari 2012 de eerste vaste acteur in de serie. Australische actrice Clare Bowen volgde op 17 februari 2012. Op 22 februari sloot Jonathan Jackson zich bij de acteurs aan. Een dag later volgde acteur Powers Boothe . Op 29 februari werd bekend dat Hayden Panettiere een van de belangrijkste rol op zich zou nemen: Juliette Barnes. Op 5 maart sloot Charles Esten zich aan bij de rolbezetting. Op 6 maart werd medegedeeld dat Connie Britton de hoofdrol, Rayna James zou gaan spelen. De serie werd goedgekeurd door ABC op 11 mei 2012. De serie ging in première op 10 oktober als onderdeel van het 2012-2013 tv-seizoen. Op 13 mei 2016 besloot de televisiezender ABC te stoppen met Nashville in verband met tegenvallende kijkcijfers. Na verschillende smeekbedes van fans om de serie toch door te zetten, maakte de Amerikaanse zender CMT op 10 juni 2016 wereldkundig dat het een vijfde seizoen zou gaan produceren. Muziek Op 2 oktober 2012 werd er bekendgemaakt dat alle originele liedjes en covers die in de serie worden gebruikt ook worden uitgegeven. Enkele origineel liedjes zullen worden geschreven door John Paul White van The Civil Wars, Hillary Lindsey, en Elvis Costello . Lijst van liedjes in Nashville Titel Geschreven door Gezongen door Aflevering Single Album Bron Back Home Kyle Jacobs, Lee Brice, & Joy Williams Deacon Clayborne 01 1 . "Pilot" Ja n.n.b. [ 2 ] It's My Life Bob Dipiero & Sarah Buxton Rayna James 01 1 . "Pilot" Nee n.n.b. [ 2 ] Boys and Buses Shane McAnally, Brandy Clark, & Josh Osborne Juliette Barnes 01 1 . "Pilot" Nee n.n.b. [ 2 ] If I Didn't Know Better John Paul White & Arum Rae Scarlett O'Connor & Gunnar Scott 01 1 . "Pilot" Ja n.n.b. [ 2 ] Already Gone Kyle Jacobs, Ben Glover & Joy Williams Rayna James 01 1 . "Pilot" Nee n.n.b. [ 2 ] Love Like Mine Kelly Archer, Justin Weaver & Emily Shackelton Juliette Barnes 01 1 . "Pilot" Ja n.n.b. [ 2 ] I'll Be There (If You Want Me) Ray Price & Rusty Gabbard Gunnar Scott 02 2 . "I Can't Help It (If I'm Still in Love With You)" Nee n.n.b. [ 2 ] No One Will Ever Love You Steve Mcwean & John Paul White Rayna James & Deacon Claybourne 02 2 . "I Can't Help It (If I'm Still in Love With You)" Ja n.n.b. [ 2 ] Undermine Trent Dabbs & Kacey Musgraves Juliette Barnes & Deacon Claybourne 02 2 . "I Can't Help It (If I'm Still in Love With You)" Ja n.n.b. [ 2 ] Matchbox Blues Blind Lemon Jefferson Deacon Claybourne 02 2 . "I Can't Help It (If I'm Still in Love With You)" Nee n.n.b. [ 2 ] Twist of Barbwire Elvis Costello Avery Barkley 02 2 . "I Can't Help It (If I'm Still in Love With You)" Ja n.n.b. [ 2 ] Telescope Hillary Lindsey & Cary Barlowe Juliette Barnes 02 2 . "I Can't Help It (If I'm Still in Love With You)" Ja n.n.b. [ 2 ] Fade Into You Trevor Rosen, Shane McAnally, & Matt Jenkins Scarlett O'Connor & Gunnar Scott 03 3 . "Someday You'll Call My Name" Ja n.n.b. [ 2 ] I Will Fall Tyler James & Kate York Scarlett O'Connor & Gunnar Scott 03 3 . "Someday You'll Call My Name" Nee n.n.b. [ 2 ] Changing Ground Gillian Welch Rayna James 04 4 . "We Live In Two Different Worlds" Nee n.n.b. [ 2 ] Buried Under Chris DeStefano & Natalie Hemby Rayna James 05 5 . "Move It on Over" Ja n.n.b. [ 2 ] Yellin' from the Rooftop Busbee & Sarah Buxton Juliette Barnes 05 5 . "Move It on Over" Ja n.n.b. [ 2 ] Kiss Sean McConnell Avery Barkley 06 6 . "You're Gonna Change (Or I'm Gonna Leave)" Ja n.n.b. [ 2 ] Bronnen ↑ http://www.metacritic.com/tv/nashville-2012 1 2 3 4 5 6 7 8 9 10 11 12 13 14 15 16 17 18 Nashville - Music Lounge . ABC Music Lounge . American Broadcasting Company, Inc.. Geraadpleegd op October 22, 2012. |        |        |       |
| Titel                          | Geschreven door                                | Gezongen door                       | Aflevering | Single | Album  | Bron  |
| Back Home                      | Kyle Jacobs, Lee Brice, & Joy Williams         | Deacon Clayborne                    | 1. "Pilot" | Ja     | n.n.b. | [ 2 ] |
| It's My Life                   | Bob Dipiero & Sarah Buxton                     | Rayna James                         | 1. "Pilot" | Nee    | n.n.b. | [ 2 ] |
| Boys and Buses                 | Shane McAnally, Brandy Clark, & Josh Osborne   | Juliette Barnes                     | 1. "Pilot" | Nee    | n.n.b. | [ 2 ] |
| If I Didn't Know Better        | John Paul White & Arum Rae                     | Scarlett O'Connor & Gunnar Scott    | 1. "Pilot" | Ja     | n.n.b. | [ 2 ] |
| Already Gone                   | Kyle Jacobs, Ben Glover & Joy Williams         | Rayna James                         | 1. "Pilot" | Nee    | n.n.b. | [ 2 ] |
| Love Like Mine                 | Kelly Archer, Justin Weaver & Emily Shackelton | Juliette Barnes                     | 1. "Pilot" | Ja     | n.n.b. | [ 2 ] |
| I'll Be There (If You Want Me) | Ray Price & Rusty Gabbard                      | Gunnar Scott                        | 2. "I Can't Help It (If I'm Still in Love With You)" | Nee    | n.n.b. | [ 2 ] |
| No One Will Ever Love You      | Steve Mcwean & John Paul White                 | Rayna James & Deacon Claybourne     | 2. "I Can't Help It (If I'm Still in Love With You)" | Ja     | n.n.b. | [ 2 ] |
| Undermine                      | Trent Dabbs & Kacey Musgraves                  | Juliette Barnes & Deacon Claybourne | 2. "I Can't Help It (If I'm Still in Love With You)" | Ja     | n.n.b. | [ 2 ] |
| Matchbox Blues                 | Blind Lemon Jefferson                          | Deacon Claybourne                   | 2. "I Can't Help It (If I'm Still in Love With You)" | Nee    | n.n.b. | [ 2 ] |
| Twist of Barbwire              | Elvis Costello                                 | Avery Barkley                       | 2. "I Can't Help It (If I'm Still in Love With You)" | Ja     | n.n.b. | [ 2 ] |
| Telescope                      | Hillary Lindsey & Cary Barlowe                 | Juliette Barnes                     | 2. "I Can't Help It (If I'm Still in Love With You)" | Ja     | n.n.b. | [ 2 ] |
| Fade Into You                  | Trevor Rosen, Shane McAnally, & Matt Jenkins   | Scarlett O'Connor & Gunnar Scott    | 3. "Someday You'll Call My Name" | Ja     | n.n.b. | [ 2 ] |
| I Will Fall                    | Tyler James & Kate York                        | Scarlett O'Connor & Gunnar Scott    | 3. "Someday You'll Call My Name" | Nee    | n.n.b. | [ 2 ] |
| Changing Ground                | Gillian Welch                                  | Rayna James                         | 4. "We Live In Two Different Worlds" | Nee    | n.n.b. | [ 2 ] |
| Buried Under                   | Chris DeStefano & Natalie Hemby                | Rayna James                         | 5. "Move It on Over" | Ja     | n.n.b. | [ 2 ] |
| Yellin' from the Rooftop       | Busbee & Sarah Buxton                          | Juliette Barnes                     | 5. "Move It on Over" | Ja     | n.n.b. | [ 2 ] |
| Kiss                           | Sean McConnell                                 | Avery Barkley                       | 6. "You're Gonna Change (Or I'm Gonna Leave)" | Ja     | n.n.b. | [ 2 ] |

| Titel                          | Geschreven door                                | Gezongen door                       | Aflevering                                           | Single | Album  | Bron  |
| ------------------------------ | ---------------------------------------------- | ----------------------------------- | ---------------------------------------------------- | ------ | ------ | ----- |
| Back Home                      | Kyle Jacobs, Lee Brice, & Joy Williams         | Deacon Clayborne                    | 1. "Pilot"                                           | Ja     | n.n.b. | [ 2 ] |
| It's My Life                   | Bob Dipiero & Sarah Buxton                     | Rayna James                         | 1. "Pilot"                                           | Nee    | n.n.b. | [ 2 ] |
| Boys and Buses                 | Shane McAnally, Brandy Clark, & Josh Osborne   | Juliette Barnes                     | 1. "Pilot"                                           | Nee    | n.n.b. | [ 2 ] |
| If I Didn't Know Better        | John Paul White & Arum Rae                     | Scarlett O'Connor & Gunnar Scott    | 1. "Pilot"                                           | Ja     | n.n.b. | [ 2 ] |
| Already Gone                   | Kyle Jacobs, Ben Glover & Joy Williams         | Rayna James                         | 1. "Pilot"                                           | Nee    | n.n.b. | [ 2 ] |
| Love Like Mine                 | Kelly Archer, Justin Weaver & Emily Shackelton | Juliette Barnes                     | 1. "Pilot"                                           | Ja     | n.n.b. | [ 2 ] |
| I'll Be There (If You Want Me) | Ray Price & Rusty Gabbard                      | Gunnar Scott                        | 2. "I Can't Help It (If I'm Still in Love With You)" | Nee    | n.n.b. | [ 2 ] |
| No One Will Ever Love You      | Steve Mcwean & John Paul White                 | Rayna James & Deacon Claybourne     | 2. "I Can't Help It (If I'm Still in Love With You)" | Ja     | n.n.b. | [ 2 ] |
| Undermine                      | Trent Dabbs & Kacey Musgraves                  | Juliette Barnes & Deacon Claybourne | 2. "I Can't Help It (If I'm Still in Love With You)" | Ja     | n.n.b. | [ 2 ] |
| Matchbox Blues                 | Blind Lemon Jefferson                          | Deacon Claybourne                   | 2. "I Can't Help It (If I'm Still in Love With You)" | Nee    | n.n.b. | [ 2 ] |
| Twist of Barbwire              | Elvis Costello                                 | Avery Barkley                       | 2. "I Can't Help It (If I'm Still in Love With You)" | Ja     | n.n.b. | [ 2 ] |
| Telescope                      | Hillary Lindsey & Cary Barlowe                 | Juliette Barnes                     | 2. "I Can't Help It (If I'm Still in Love With You)" | Ja     | n.n.b. | [ 2 ] |
| Fade Into You                  | Trevor Rosen, Shane McAnally, & Matt Jenkins   | Scarlett O'Connor & Gunnar Scott    | 3. "Someday You'll Call My Name"                     | Ja     | n.n.b. | [ 2 ] |
| I Will Fall                    | Tyler James & Kate York                        | Scarlett O'Connor & Gunnar Scott    | 3. "Someday You'll Call My Name"                     | Nee    | n.n.b. | [ 2 ] |
| Changing Ground                | Gillian Welch                                  | Rayna James                         | 4. "We Live In Two Different Worlds"                 | Nee    | n.n.b. | [ 2 ] |
| Buried Under                   | Chris DeStefano & Natalie Hemby                | Rayna James                         | 5. "Move It on Over"                                 | Ja     | n.n.b. | [ 2 ] |
| Yellin' from the Rooftop       | Busbee & Sarah Buxton                          | Juliette Barnes                     | 5. "Move It on Over"                                 | Ja     | n.n.b. | [ 2 ] |
| Kiss                           | Sean McConnell                                 | Avery Barkley                       | 6. "You're Gonna Change (Or I'm Gonna Leave)"        | Ja     | n.n.b. | [ 2 ] |

| 4                              | 22                                             | 23 september 2015 – 25 mei 2016     | \|} Productie Televisiezender ABC kocht het scenario van Callie Khouri in oktober 2011. Daarna werd er een proefaflevering besteld op 27 januari 2012. De aflevering werd gefilmd in maart 2012. De Brit Sam Palladio werd op 14 februari 2012 de eerste vaste acteur in de serie. Australische actrice Clare Bowen volgde op 17 februari 2012. Op 22 februari sloot Jonathan Jackson zich bij de acteurs aan. Een dag later volgde acteur Powers Boothe . Op 29 februari werd bekend dat Hayden Panettiere een van de belangrijkste rol op zich zou nemen: Juliette Barnes. Op 5 maart sloot Charles Esten zich aan bij de rolbezetting. Op 6 maart werd medegedeeld dat Connie Britton de hoofdrol, Rayna James zou gaan spelen. De serie werd goedgekeurd door ABC op 11 mei 2012. De serie ging in première op 10 oktober als onderdeel van het 2012-2013 tv-seizoen. Op 13 mei 2016 besloot de televisiezender ABC te stoppen met Nashville in verband met tegenvallende kijkcijfers. Na verschillende smeekbedes van fans om de serie toch door te zetten, maakte de Amerikaanse zender CMT op 10 juni 2016 wereldkundig dat het een vijfde seizoen zou gaan produceren. Muziek Op 2 oktober 2012 werd er bekendgemaakt dat alle originele liedjes en covers die in de serie worden gebruikt ook worden uitgegeven. Enkele origineel liedjes zullen worden geschreven door John Paul White van The Civil Wars, Hillary Lindsey, en Elvis Costello . Lijst van liedjes in Nashville Titel Geschreven door Gezongen door Aflevering Single Album Bron Back Home Kyle Jacobs, Lee Brice, & Joy Williams Deacon Clayborne 01 1 . "Pilot" Ja n.n.b. [ 2 ] It's My Life Bob Dipiero & Sarah Buxton Rayna James 01 1 . "Pilot" Nee n.n.b. [ 2 ] Boys and Buses Shane McAnally, Brandy Clark, & Josh Osborne Juliette Barnes 01 1 . "Pilot" Nee n.n.b. [ 2 ] If I Didn't Know Better John Paul White & Arum Rae Scarlett O'Connor & Gunnar Scott 01 1 . "Pilot" Ja n.n.b. [ 2 ] Already Gone Kyle Jacobs, Ben Glover & Joy Williams Rayna James 01 1 . "Pilot" Nee n.n.b. [ 2 ] Love Like Mine Kelly Archer, Justin Weaver & Emily Shackelton Juliette Barnes 01 1 . "Pilot" Ja n.n.b. [ 2 ] I'll Be There (If You Want Me) Ray Price & Rusty Gabbard Gunnar Scott 02 2 . "I Can't Help It (If I'm Still in Love With You)" Nee n.n.b. [ 2 ] No One Will Ever Love You Steve Mcwean & John Paul White Rayna James & Deacon Claybourne 02 2 . "I Can't Help It (If I'm Still in Love With You)" Ja n.n.b. [ 2 ] Undermine Trent Dabbs & Kacey Musgraves Juliette Barnes & Deacon Claybourne 02 2 . "I Can't Help It (If I'm Still in Love With You)" Ja n.n.b. [ 2 ] Matchbox Blues Blind Lemon Jefferson Deacon Claybourne 02 2 . "I Can't Help It (If I'm Still in Love With You)" Nee n.n.b. [ 2 ] Twist of Barbwire Elvis Costello Avery Barkley 02 2 . "I Can't Help It (If I'm Still in Love With You)" Ja n.n.b. [ 2 ] Telescope Hillary Lindsey & Cary Barlowe Juliette Barnes 02 2 . "I Can't Help It (If I'm Still in Love With You)" Ja n.n.b. [ 2 ] Fade Into You Trevor Rosen, Shane McAnally, & Matt Jenkins Scarlett O'Connor & Gunnar Scott 03 3 . "Someday You'll Call My Name" Ja n.n.b. [ 2 ] I Will Fall Tyler James & Kate York Scarlett O'Connor & Gunnar Scott 03 3 . "Someday You'll Call My Name" Nee n.n.b. [ 2 ] Changing Ground Gillian Welch Rayna James 04 4 . "We Live In Two Different Worlds" Nee n.n.b. [ 2 ] Buried Under Chris DeStefano & Natalie Hemby Rayna James 05 5 . "Move It on Over" Ja n.n.b. [ 2 ] Yellin' from the Rooftop Busbee & Sarah Buxton Juliette Barnes 05 5 . "Move It on Over" Ja n.n.b. [ 2 ] Kiss Sean McConnell Avery Barkley 06 6 . "You're Gonna Change (Or I'm Gonna Leave)" Ja n.n.b. [ 2 ] Bronnen ↑ http://www.metacritic.com/tv/nashville-2012 1 2 3 4 5 6 7 8 9 10 11 12 13 14 15 16 17 18 Nashville - Music Lounge . ABC Music Lounge . American Broadcasting Company, Inc.. Geraadpleegd op October 22, 2012. |        |        |       |
| Titel                          | Geschreven door                                | Gezongen door                       | Aflevering | Single | Album  | Bron  |
| Back Home                      | Kyle Jacobs, Lee Brice, & Joy Williams         | Deacon Clayborne                    | 1. "Pilot" | Ja     | n.n.b. | [ 2 ] |
| It's My Life                   | Bob Dipiero & Sarah Buxton                     | Rayna James                         | 1. "Pilot" | Nee    | n.n.b. | [ 2 ] |
| Boys and Buses                 | Shane McAnally, Brandy Clark, & Josh Osborne   | Juliette Barnes                     | 1. "Pilot" | Nee    | n.n.b. | [ 2 ] |
| If I Didn't Know Better        | John Paul White & Arum Rae                     | Scarlett O'Connor & Gunnar Scott    | 1. "Pilot" | Ja     | n.n.b. | [ 2 ] |
| Already Gone                   | Kyle Jacobs, Ben Glover & Joy Williams         | Rayna James                         | 1. "Pilot" | Nee    | n.n.b. | [ 2 ] |
| Love Like Mine                 | Kelly Archer, Justin Weaver & Emily Shackelton | Juliette Barnes                     | 1. "Pilot" | Ja     | n.n.b. | [ 2 ] |
| I'll Be There (If You Want Me) | Ray Price & Rusty Gabbard                      | Gunnar Scott                        | 2. "I Can't Help It (If I'm Still in Love With You)" | Nee    | n.n.b. | [ 2 ] |
| No One Will Ever Love You      | Steve Mcwean & John Paul White                 | Rayna James & Deacon Claybourne     | 2. "I Can't Help It (If I'm Still in Love With You)" | Ja     | n.n.b. | [ 2 ] |
| Undermine                      | Trent Dabbs & Kacey Musgraves                  | Juliette Barnes & Deacon Claybourne | 2. "I Can't Help It (If I'm Still in Love With You)" | Ja     | n.n.b. | [ 2 ] |
| Matchbox Blues                 | Blind Lemon Jefferson                          | Deacon Claybourne                   | 2. "I Can't Help It (If I'm Still in Love With You)" | Nee    | n.n.b. | [ 2 ] |
| Twist of Barbwire              | Elvis Costello                                 | Avery Barkley                       | 2. "I Can't Help It (If I'm Still in Love With You)" | Ja     | n.n.b. | [ 2 ] |
| Telescope                      | Hillary Lindsey & Cary Barlowe                 | Juliette Barnes                     | 2. "I Can't Help It (If I'm Still in Love With You)" | Ja     | n.n.b. | [ 2 ] |
| Fade Into You                  | Trevor Rosen, Shane McAnally, & Matt Jenkins   | Scarlett O'Connor & Gunnar Scott    | 3. "Someday You'll Call My Name" | Ja     | n.n.b. | [ 2 ] |
| I Will Fall                    | Tyler James & Kate York                        | Scarlett O'Connor & Gunnar Scott    | 3. "Someday You'll Call My Name" | Nee    | n.n.b. | [ 2 ] |
| Changing Ground                | Gillian Welch                                  | Rayna James                         | 4. "We Live In Two Different Worlds" | Nee    | n.n.b. | [ 2 ] |
| Buried Under                   | Chris DeStefano & Natalie Hemby                | Rayna James                         | 5. "Move It on Over" | Ja     | n.n.b. | [ 2 ] |
| Yellin' from the Rooftop       | Busbee & Sarah Buxton                          | Juliette Barnes                     | 5. "Move It on Over" | Ja     | n.n.b. | [ 2 ] |
| Kiss                           | Sean McConnell                                 | Avery Barkley                       | 6. "You're Gonna Change (Or I'm Gonna Leave)" | Ja     | n.n.b. | [ 2 ] |

| Titel                          | Geschreven door                                | Gezongen door                       | Aflevering                                           | Single | Album  | Bron  |
| ------------------------------ | ---------------------------------------------- | ----------------------------------- | ---------------------------------------------------- | ------ | ------ | ----- |
| Back Home                      | Kyle Jacobs, Lee Brice, & Joy Williams         | Deacon Clayborne                    | 1. "Pilot"                                           | Ja     | n.n.b. | [ 2 ] |
| It's My Life                   | Bob Dipiero & Sarah Buxton                     | Rayna James                         | 1. "Pilot"                                           | Nee    | n.n.b. | [ 2 ] |
| Boys and Buses                 | Shane McAnally, Brandy Clark, & Josh Osborne   | Juliette Barnes                     | 1. "Pilot"                                           | Nee    | n.n.b. | [ 2 ] |
| If I Didn't Know Better        | John Paul White & Arum Rae                     | Scarlett O'Connor & Gunnar Scott    | 1. "Pilot"                                           | Ja     | n.n.b. | [ 2 ] |
| Already Gone                   | Kyle Jacobs, Ben Glover & Joy Williams         | Rayna James                         | 1. "Pilot"                                           | Nee    | n.n.b. | [ 2 ] |
| Love Like Mine                 | Kelly Archer, Justin Weaver & Emily Shackelton | Juliette Barnes                     | 1. "Pilot"                                           | Ja     | n.n.b. | [ 2 ] |
| I'll Be There (If You Want Me) | Ray Price & Rusty Gabbard                      | Gunnar Scott                        | 2. "I Can't Help It (If I'm Still in Love With You)" | Nee    | n.n.b. | [ 2 ] |
| No One Will Ever Love You      | Steve Mcwean & John Paul White                 | Rayna James & Deacon Claybourne     | 2. "I Can't Help It (If I'm Still in Love With You)" | Ja     | n.n.b. | [ 2 ] |
| Undermine                      | Trent Dabbs & Kacey Musgraves                  | Juliette Barnes & Deacon Claybourne | 2. "I Can't Help It (If I'm Still in Love With You)" | Ja     | n.n.b. | [ 2 ] |
| Matchbox Blues                 | Blind Lemon Jefferson                          | Deacon Claybourne                   | 2. "I Can't Help It (If I'm Still in Love With You)" | Nee    | n.n.b. | [ 2 ] |
| Twist of Barbwire              | Elvis Costello                                 | Avery Barkley                       | 2. "I Can't Help It (If I'm Still in Love With You)" | Ja     | n.n.b. | [ 2 ] |
| Telescope                      | Hillary Lindsey & Cary Barlowe                 | Juliette Barnes                     | 2. "I Can't Help It (If I'm Still in Love With You)" | Ja     | n.n.b. | [ 2 ] |
| Fade Into You                  | Trevor Rosen, Shane McAnally, & Matt Jenkins   | Scarlett O'Connor & Gunnar Scott    | 3. "Someday You'll Call My Name"                     | Ja     | n.n.b. | [ 2 ] |
| I Will Fall                    | Tyler James & Kate York                        | Scarlett O'Connor & Gunnar Scott    | 3. "Someday You'll Call My Name"                     | Nee    | n.n.b. | [ 2 ] |
| Changing Ground                | Gillian Welch                                  | Rayna James                         | 4. "We Live In Two Different Worlds"                 | Nee    | n.n.b. | [ 2 ] |
| Buried Under                   | Chris DeStefano & Natalie Hemby                | Rayna James                         | 5. "Move It on Over"                                 | Ja     | n.n.b. | [ 2 ] |
| Yellin' from the Rooftop       | Busbee & Sarah Buxton                          | Juliette Barnes                     | 5. "Move It on Over"                                 | Ja     | n.n.b. | [ 2 ] |
| Kiss                           | Sean McConnell                                 | Avery Barkley                       | 6. "You're Gonna Change (Or I'm Gonna Leave)"        | Ja     | n.n.b. | [ 2 ] |

| 4                              | 22                                             | 23 september 2015 – 25 mei 2016     | \|} Productie Televisiezender ABC kocht het scenario van Callie Khouri in oktober 2011. Daarna werd er een proefaflevering besteld op 27 januari 2012. De aflevering werd gefilmd in maart 2012. De Brit Sam Palladio werd op 14 februari 2012 de eerste vaste acteur in de serie. Australische actrice Clare Bowen volgde op 17 februari 2012. Op 22 februari sloot Jonathan Jackson zich bij de acteurs aan. Een dag later volgde acteur Powers Boothe . Op 29 februari werd bekend dat Hayden Panettiere een van de belangrijkste rol op zich zou nemen: Juliette Barnes. Op 5 maart sloot Charles Esten zich aan bij de rolbezetting. Op 6 maart werd medegedeeld dat Connie Britton de hoofdrol, Rayna James zou gaan spelen. De serie werd goedgekeurd door ABC op 11 mei 2012. De serie ging in première op 10 oktober als onderdeel van het 2012-2013 tv-seizoen. Op 13 mei 2016 besloot de televisiezender ABC te stoppen met Nashville in verband met tegenvallende kijkcijfers. Na verschillende smeekbedes van fans om de serie toch door te zetten, maakte de Amerikaanse zender CMT op 10 juni 2016 wereldkundig dat het een vijfde seizoen zou gaan produceren. Muziek Op 2 oktober 2012 werd er bekendgemaakt dat alle originele liedjes en covers die in de serie worden gebruikt ook worden uitgegeven. Enkele origineel liedjes zullen worden geschreven door John Paul White van The Civil Wars, Hillary Lindsey, en Elvis Costello . Lijst van liedjes in Nashville Titel Geschreven door Gezongen door Aflevering Single Album Bron Back Home Kyle Jacobs, Lee Brice, & Joy Williams Deacon Clayborne 01 1 . "Pilot" Ja n.n.b. [ 2 ] It's My Life Bob Dipiero & Sarah Buxton Rayna James 01 1 . "Pilot" Nee n.n.b. [ 2 ] Boys and Buses Shane McAnally, Brandy Clark, & Josh Osborne Juliette Barnes 01 1 . "Pilot" Nee n.n.b. [ 2 ] If I Didn't Know Better John Paul White & Arum Rae Scarlett O'Connor & Gunnar Scott 01 1 . "Pilot" Ja n.n.b. [ 2 ] Already Gone Kyle Jacobs, Ben Glover & Joy Williams Rayna James 01 1 . "Pilot" Nee n.n.b. [ 2 ] Love Like Mine Kelly Archer, Justin Weaver & Emily Shackelton Juliette Barnes 01 1 . "Pilot" Ja n.n.b. [ 2 ] I'll Be There (If You Want Me) Ray Price & Rusty Gabbard Gunnar Scott 02 2 . "I Can't Help It (If I'm Still in Love With You)" Nee n.n.b. [ 2 ] No One Will Ever Love You Steve Mcwean & John Paul White Rayna James & Deacon Claybourne 02 2 . "I Can't Help It (If I'm Still in Love With You)" Ja n.n.b. [ 2 ] Undermine Trent Dabbs & Kacey Musgraves Juliette Barnes & Deacon Claybourne 02 2 . "I Can't Help It (If I'm Still in Love With You)" Ja n.n.b. [ 2 ] Matchbox Blues Blind Lemon Jefferson Deacon Claybourne 02 2 . "I Can't Help It (If I'm Still in Love With You)" Nee n.n.b. [ 2 ] Twist of Barbwire Elvis Costello Avery Barkley 02 2 . "I Can't Help It (If I'm Still in Love With You)" Ja n.n.b. [ 2 ] Telescope Hillary Lindsey & Cary Barlowe Juliette Barnes 02 2 . "I Can't Help It (If I'm Still in Love With You)" Ja n.n.b. [ 2 ] Fade Into You Trevor Rosen, Shane McAnally, & Matt Jenkins Scarlett O'Connor & Gunnar Scott 03 3 . "Someday You'll Call My Name" Ja n.n.b. [ 2 ] I Will Fall Tyler James & Kate York Scarlett O'Connor & Gunnar Scott 03 3 . "Someday You'll Call My Name" Nee n.n.b. [ 2 ] Changing Ground Gillian Welch Rayna James 04 4 . "We Live In Two Different Worlds" Nee n.n.b. [ 2 ] Buried Under Chris DeStefano & Natalie Hemby Rayna James 05 5 . "Move It on Over" Ja n.n.b. [ 2 ] Yellin' from the Rooftop Busbee & Sarah Buxton Juliette Barnes 05 5 . "Move It on Over" Ja n.n.b. [ 2 ] Kiss Sean McConnell Avery Barkley 06 6 . "You're Gonna Change (Or I'm Gonna Leave)" Ja n.n.b. [ 2 ] Bronnen ↑ http://www.metacritic.com/tv/nashville-2012 1 2 3 4 5 6 7 8 9 10 11 12 13 14 15 16 17 18 Nashville - Music Lounge . ABC Music Lounge . American Broadcasting Company, Inc.. Geraadpleegd op October 22, 2012. |        |        |       |
| Titel                          | Geschreven door                                | Gezongen door                       | Aflevering | Single | Album  | Bron  |
| Back Home                      | Kyle Jacobs, Lee Brice, & Joy Williams         | Deacon Clayborne                    | 1. "Pilot" | Ja     | n.n.b. | [ 2 ] |
| It's My Life                   | Bob Dipiero & Sarah Buxton                     | Rayna James                         | 1. "Pilot" | Nee    | n.n.b. | [ 2 ] |
| Boys and Buses                 | Shane McAnally, Brandy Clark, & Josh Osborne   | Juliette Barnes                     | 1. "Pilot" | Nee    | n.n.b. | [ 2 ] |
| If I Didn't Know Better        | John Paul White & Arum Rae                     | Scarlett O'Connor & Gunnar Scott    | 1. "Pilot" | Ja     | n.n.b. | [ 2 ] |
| Already Gone                   | Kyle Jacobs, Ben Glover & Joy Williams         | Rayna James                         | 1. "Pilot" | Nee    | n.n.b. | [ 2 ] |
| Love Like Mine                 | Kelly Archer, Justin Weaver & Emily Shackelton | Juliette Barnes                     | 1. "Pilot" | Ja     | n.n.b. | [ 2 ] |
| I'll Be There (If You Want Me) | Ray Price & Rusty Gabbard                      | Gunnar Scott                        | 2. "I Can't Help It (If I'm Still in Love With You)" | Nee    | n.n.b. | [ 2 ] |
| No One Will Ever Love You      | Steve Mcwean & John Paul White                 | Rayna James & Deacon Claybourne     | 2. "I Can't Help It (If I'm Still in Love With You)" | Ja     | n.n.b. | [ 2 ] |
| Undermine                      | Trent Dabbs & Kacey Musgraves                  | Juliette Barnes & Deacon Claybourne | 2. "I Can't Help It (If I'm Still in Love With You)" | Ja     | n.n.b. | [ 2 ] |
| Matchbox Blues                 | Blind Lemon Jefferson                          | Deacon Claybourne                   | 2. "I Can't Help It (If I'm Still in Love With You)" | Nee    | n.n.b. | [ 2 ] |
| Twist of Barbwire              | Elvis Costello                                 | Avery Barkley                       | 2. "I Can't Help It (If I'm Still in Love With You)" | Ja     | n.n.b. | [ 2 ] |
| Telescope                      | Hillary Lindsey & Cary Barlowe                 | Juliette Barnes                     | 2. "I Can't Help It (If I'm Still in Love With You)" | Ja     | n.n.b. | [ 2 ] |
| Fade Into You                  | Trevor Rosen, Shane McAnally, & Matt Jenkins   | Scarlett O'Connor & Gunnar Scott    | 3. "Someday You'll Call My Name" | Ja     | n.n.b. | [ 2 ] |
| I Will Fall                    | Tyler James & Kate York                        | Scarlett O'Connor & Gunnar Scott    | 3. "Someday You'll Call My Name" | Nee    | n.n.b. | [ 2 ] |
| Changing Ground                | Gillian Welch                                  | Rayna James                         | 4. "We Live In Two Different Worlds" | Nee    | n.n.b. | [ 2 ] |
| Buried Under                   | Chris DeStefano & Natalie Hemby                | Rayna James                         | 5. "Move It on Over" | Ja     | n.n.b. | [ 2 ] |
| Yellin' from the Rooftop       | Busbee & Sarah Buxton                          | Juliette Barnes                     | 5. "Move It on Over" | Ja     | n.n.b. | [ 2 ] |
| Kiss                           | Sean McConnell                                 | Avery Barkley                       | 6. "You're Gonna Change (Or I'm Gonna Leave)" | Ja     | n.n.b. | [ 2 ] |

| Titel                          | Geschreven door                                | Gezongen door                       | Aflevering                                           | Single | Album  | Bron  |
| ------------------------------ | ---------------------------------------------- | ----------------------------------- | ---------------------------------------------------- | ------ | ------ | ----- |
| Back Home                      | Kyle Jacobs, Lee Brice, & Joy Williams         | Deacon Clayborne                    | 1. "Pilot"                                           | Ja     | n.n.b. | [ 2 ] |
| It's My Life                   | Bob Dipiero & Sarah Buxton                     | Rayna James                         | 1. "Pilot"                                           | Nee    | n.n.b. | [ 2 ] |
| Boys and Buses                 | Shane McAnally, Brandy Clark, & Josh Osborne   | Juliette Barnes                     | 1. "Pilot"                                           | Nee    | n.n.b. | [ 2 ] |
| If I Didn't Know Better        | John Paul White & Arum Rae                     | Scarlett O'Connor & Gunnar Scott    | 1. "Pilot"                                           | Ja     | n.n.b. | [ 2 ] |
| Already Gone                   | Kyle Jacobs, Ben Glover & Joy Williams         | Rayna James                         | 1. "Pilot"                                           | Nee    | n.n.b. | [ 2 ] |
| Love Like Mine                 | Kelly Archer, Justin Weaver & Emily Shackelton | Juliette Barnes                     | 1. "Pilot"                                           | Ja     | n.n.b. | [ 2 ] |
| I'll Be There (If You Want Me) | Ray Price & Rusty Gabbard                      | Gunnar Scott                        | 2. "I Can't Help It (If I'm Still in Love With You)" | Nee    | n.n.b. | [ 2 ] |
| No One Will Ever Love You      | Steve Mcwean & John Paul White                 | Rayna James & Deacon Claybourne     | 2. "I Can't Help It (If I'm Still in Love With You)" | Ja     | n.n.b. | [ 2 ] |
| Undermine                      | Trent Dabbs & Kacey Musgraves                  | Juliette Barnes & Deacon Claybourne | 2. "I Can't Help It (If I'm Still in Love With You)" | Ja     | n.n.b. | [ 2 ] |
| Matchbox Blues                 | Blind Lemon Jefferson                          | Deacon Claybourne                   | 2. "I Can't Help It (If I'm Still in Love With You)" | Nee    | n.n.b. | [ 2 ] |
| Twist of Barbwire              | Elvis Costello                                 | Avery Barkley                       | 2. "I Can't Help It (If I'm Still in Love With You)" | Ja     | n.n.b. | [ 2 ] |
| Telescope                      | Hillary Lindsey & Cary Barlowe                 | Juliette Barnes                     | 2. "I Can't Help It (If I'm Still in Love With You)" | Ja     | n.n.b. | [ 2 ] |
| Fade Into You                  | Trevor Rosen, Shane McAnally, & Matt Jenkins   | Scarlett O'Connor & Gunnar Scott    | 3. "Someday You'll Call My Name"                     | Ja     | n.n.b. | [ 2 ] |
| I Will Fall                    | Tyler James & Kate York                        | Scarlett O'Connor & Gunnar Scott    | 3. "Someday You'll Call My Name"                     | Nee    | n.n.b. | [ 2 ] |
| Changing Ground                | Gillian Welch                                  | Rayna James                         | 4. "We Live In Two Different Worlds"                 | Nee    | n.n.b. | [ 2 ] |
| Buried Under                   | Chris DeStefano & Natalie Hemby                | Rayna James                         | 5. "Move It on Over"                                 | Ja     | n.n.b. | [ 2 ] |
| Yellin' from the Rooftop       | Busbee & Sarah Buxton                          | Juliette Barnes                     | 5. "Move It on Over"                                 | Ja     | n.n.b. | [ 2 ] |
| Kiss                           | Sean McConnell                                 | Avery Barkley                       | 6. "You're Gonna Change (Or I'm Gonna Leave)"        | Ja     | n.n.b. | [ 2 ] |